# Krymská krajová vláda
Krymská krajová vláda (rusky: Крымское краевое правительство) odkazuje na dvě po sobě jdoucí vlády na Krymském poloostrově během ruské občanské války mezi roky 1918–1919. První byla proněmecká vláda generála Sulkiewicze, kterou po porážce Německa ve válce vystřídala proruská vláda Solomona Kryma spoléhající se na podporu dohodových vojsk a bělogvardějců.

## Historie

### Předcházející události
Poloostrov Krym byl před první světovou válkou součástí carského Ruska jako Tavrická gubernie se sídlem v Simferopolu. Obyvatelstvo čítající zhruba tři čtvrtě miliónu lidí bylo pestrou směsicí několika etnik. Na Krymu vedle sebe žili krymští Tataři, Rusové a Ukrajinci a další významné menšiny tvořili Němci a Židé. 
Po převzetí moci bolševiky v říjnu 1917 (více: Říjnová revoluce) vyhlásila tatarská vláda tzv. Krymskou lidovou republiku. Jednalo se vůbec o první pokus muslimů o založení demokratického státu. Republika byla již v půlce ledna 1918 smetena vojáky věrnými bolševikům, kteří založili tzv. Tavrickou sovětskou socialistickou republiku. Ani sovětská moc se ale dlouho neudržela a na konci dubna 1918 ovládly Krym jednotky Ukrajinské lidové republiky. Vojensky celou operaci podporovalo Německé císařství, které si slibovalo od ofenzivy obsazení Černomořské floty zakotvené v Sevastopolu.

### První krajová vláda
První krymská krajová vláda byla založena 25. června 1918 a pod patronátem Německa se předsedou vlády stal lipský Tatar Maciej Sulkiewicz (Suleyman). Přestože ukrajinští představitelé usilovali o kontrolu nad Krymem, krajová vláda díky německé podpoře zůstala oddělená od vlastní Ukrajiny. Byly zavedeny státní symboly, krymské občanství a plánovalo se vytvoření ozbrojených sil a vlastní měny. V neposlední řadě bylo obnoveno soukromé vlastnictví. Oficiálními jazyky Krymu se staly krymská tatarština, ruština a němčina. Veškerá činnost ve státě byla podřízena vůli německých okupačních vojsk. V červenci 1918 poslala vláda delegaci do Berlína, aby dostala od německé vlády souhlas s vytvořením samostatného státu, získala nutné půjčky a navázala obchodních kontakty. 
V září a říjnu 1918 proběhla jednání mezi zástupci Krymu a Ukrajinské lidové republiky ohledně uspořádání územních věci. Ukrajinci navrhovali připojení Krymu k Ukrajině v rámci velmi rozšířené autonomie. Krymská vláda přišla s protinávrhem o federaci. Ke shodě nakonec nedošlo. Ačkoliv bylo na Krymu v roce 1918 mnoho politiků, úředníků a důstojníků, kteří sem uprchli před bolševiky, nepodařilo se je krajové vládě získat na svoji stranu. Její orientace byla zcela zaměřená na Německo, a to bylo pro většinu obyvatel Ruska nepřijatelné. Proněmecká vláda padla nedlouho po porážce Německa v první světové válce v listopadu 1918.

### Druhá krajová vláda
Po stažení německých vojsk z Krymu odstoupil 25. listopadu 1918 generál Sulkiewicz. Jeho nástupcem se stal etnický Karaim a politik Konstitučně demokratické strany Solomon Krym. Vytvořil liberální a antibolševickou vládu, do které začlenil další bývalé členy KD, Maxima Vinavera jako ministra zahraničí a Vladimíra Nabokova jako ministra spravedlnosti. Druhá krajová vláda se na rozdíl od té první nehlásila k nezávislosti Krymu, ale snažila se navázat kontakty se všemi organizacemi, které plánovaly po porážce bolševiků sjednotit Rusko. Ekonomická situace ale začínala být neúnosná. Rostla inflace a nezaměstnanost, což bylo ideální podhoubí pro agitátory z řad bolševiků. Koncem listopadu 1918 přistáli na Krymu vojáci Dohody (Francouzi, Řekové a Poláci). Vojáci ale byli špatně zorganizováni, unaveni z neustálého válčení a sympatizovali spíše s rudými než krajovou vládou. Po sérii vzpour se dohodová vojska v dubnu 1919 stáhla.
Samotná krajová vláda se začala rozpadat již na začátku roku 1919, a to kvůli napětí s Dobrovolnickou armádou pod vedením bílého generála Děnikina. Její definitivní konec přišel se stažením dohodových vojsk. Dne 2. dubna 1919 vstoupila Rudá armáda do Simferopolu a druhá krymská krajová vláda byla rozpuštěna. Na poloostrově byla zřízena tzv. Krymská socialistická sovětská republika, která ale existovala pouze 75 dnů a v červnu 1919 obsadili Krym bělogvardějci. Bílí vedení Děnikinem a později Wrangelem ho drželi až do listopadu 1920, kdy se celá armáda evakuovala do Konstantinopole.  
Osudy hlavních postav obou vlád byly velice rozličné. Maciej Sulkiewicz po pádu první vlády odjel na Kavkaz, kde se stal velitelem v armádě Ázerbájdžánské demokratické republiky.  Po pádu Baku v roce 1920 byl zajat a popraven bolševiky. Solomon Krym po pádu druhé vlády emigroval z Ruska a usadil se jako mnoho dalších ruských emigrantů na jihu Francie, kde v roce 1936 zemřel.